# Bella Bella, British Columbia
Bella Bella är en ort i Kanada.   Den ligger i Central Coast Regional District och provinsen British Columbia, i den sydvästra delen av landet, 3 800 km väster om huvudstaden Ottawa. Bella Bella ligger 13 meter över havet och antalet invånare är 1 400.
Terrängen runt Bella Bella är kuperad österut, men västerut är den platt. Havet är nära Bella Bella åt nordost. Trakten runt Bella Bella är nära nog obefolkad, med mindre än två invånare per kvadratkilometer.. Det finns inga andra samhällen i närheten. 